# Kabri Dar Airport
Kabri Dar Airport är en flygplats i Etiopien. Den ligger i den östra delen av landet, 700 km öster om huvudstaden Addis Abeba. Kabri Dar Airport ligger 550 meter över havet.
Terrängen runt Kabri Dar Airport är platt. Runt Kabri Dar Airport är det mycket glesbefolkat, med 6 invånare per kvadratkilometer. Omgivningarna runt Kabri Dar Airport är i huvudsak ett öppet busklandskap.